# Cteniscus dorsalis
Cteniscus dorsalis là một loài tò vò trong họ Ichneumonidae.